# Abasidi
Abasidi (arabsko العبّاسيّون, latinizirano: Abbāsīyūn) je naziv za dinastijo kalifov Bagdada, ki so med letoma 750 in 1258 vladali celotnemu islamskemu svetu (razen Španije).
Na oblast so prišli, ko so vojaško premagali Omajade, ki so se umaknili v Španijo. Višek njihovega vladanja se uvršča v pozno 10. oz. zgodnje 11. stoletje, potem pa so začeli izgubljati vpliv, ko so se okrepili Turki Seldžuki in začeli napadati abasidsko ozemlje.
Dinastija je upravno propadla leta 1258,  ko je mongolski vojskovodja Hulegu Kan osvojil Bagdad. Preživeli pripadniki so se umaknili v Egipt, kjer so se razglašali za verske voditelje islama. Potomci še danes živijo v današnjem Iraku.

## Seznam abasidskih kalifov
| Kalif                       | Vladanje  |
| --------------------------- | --------- |
| Kalifi Abasidskega kalifata |           |
| Al-Safah                    | 750–754   |
| Al-Mansur                   | 754–775   |
| Al-Mahdi                    | 775–785   |
| Al-Hadi                     | 785–786   |
| Al-Rašid                    | 786–809   |
| Al-Amin                     | 809–813   |
| Al-Mamun                    | 813–833   |
| Al Mutasim                  | 833–842   |
| Al Vatik                    | 842–847   |
| Al Mutavakil                | 847–861   |
| Al Muntasir                 | 861–862   |
| Al Mustain                  | 862–866   |
| Al Mutaz                    | 866–869   |
| Al Muhtadi                  | 869–870   |
| Al-Mutamid                  | 870–892   |
| Al-Mutadid                  | 892–902   |
| Al Muktafi                  | 902–908   |
| Al Muktadir                 | 908–932   |
| Al kahir                    | 932–934   |
| Al Radi                     | 934–940   |
| Al Mutaki                   | 940–944   |
| Al Mustakfi                 | 944–946   |
| Al Muti                     | 946–974   |
| Al Tai                      | 974–991   |
| Al Kadir                    | 991–1031  |
| Al Kaim                     | 1031–1075 |
| Al Muktadi                  | 1075–1094 |
| Al Mustažir                 | 1094–1118 |
| Al Mustaršid                | 1118–1135 |
| Harun Al Rašid              | 1135–1136 |
| Al Muktafi                  | 1136–1160 |
| Al Mustandžid               | 1160–1170 |
| Al Mustadi                  | 1170–1180 |
| An Nasir                    | 1180–1225 |
| Az Zahir                    | 1225–1226 |
| Al-Mustansir I.             | 1226–1242 |
| Al-Mustasim                 | 1242–1258 |
| Kairski kalifi              |           |
| Al-Mustansir II.            | 1261–1262 |
| Al Hakim I.                 | 1262–1302 |
| Al Mustahi I.               | 1303–1340 |
| Al Vatik                    | 1340–1341 |
| Al Hakim II.                | 1341–1352 |
| Al Mutadid I.               | 1352–1362 |
| Al-Mutavakil I.             | 1362–1383 |
| Al Vatik II.                | 1383–1386 |
| Al Mutasim                  | 1386–1389 |
| Al-Mutavakil I. (ponovno)   | 1389–1406 |
| Al Mustain                  | 1406–1414 |
| Al Mutadid II.              | 1414–1441 |
| Al Mustafi II.              | 1441–1451 |
| Al Qaim                     | 1451–1455 |
| Al Mustandžid               | 1455–1479 |
| Al Mutavakil II.            | 1479–1497 |
| Al Mustamsik                | 1497–1508 |
| Al Mutvakil III.            | 1508–1517 |